# Klaus Mann
Klaus Heinrich Thomas Mann (München, 18 november 1906 - Cannes, 21 mei 1949) was een Duits schrijver. Hij was een zoon van de beroemde schrijver en Nobelprijswinnaar Thomas Mann en diens vrouw Katia Mann (geboren Pringsheim).

## Biografie

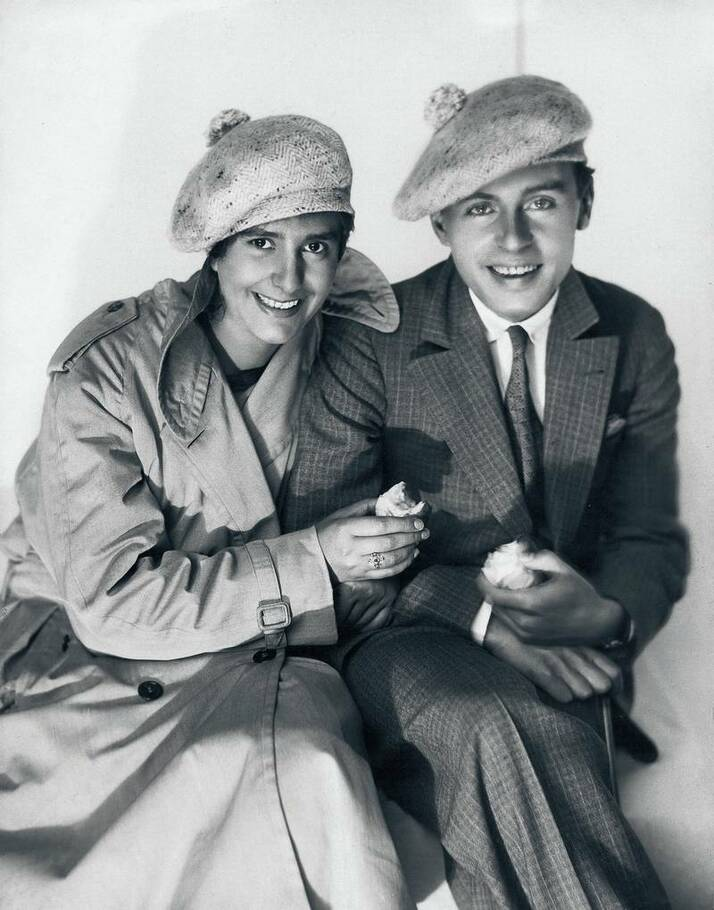
Klaus Mann met zus Erika, in 1927

Klaus Mann werd op 18 november 1906 geboren in München, als tweede kind en oudste zoon van Thomas Mann en Katia Pringsheim. Klaus vormde bijna zijn hele leven een onafscheidelijk duo met zijn een jaar oudere zus Erika. In 1925 publiceerde hij op 18-jarig leeftijd zijn eerste toneelstuk Anja und Esther, dat de lesbische liefde tussen twee vrouwen als thema had, wat als een schandaal gezien werd. In datzelfde jaar verscheen zijn eerste boek, de novellebundel Vor dem Leben. In het voorjaar van 1925 had Klaus Mann zijn eerste grote buitenlandse reis gemaakt, naar Engeland, Parijs, Marseille, Tunesië en terug via Palermo, Napels en Rome. Daarna kwam hij openlijk uit voor zijn homoseksualiteit en schreef later dat jaar de roman Der fromme Tanz, die als een van de eerste homoromans uit de Duitse literatuur geldt.
In het essay Heute und Morgen. Zur Situation des jungen geistigen Europas, uit 1927 beschreef Mann zijn overtuiging dat Europa de plicht tot vrede en sociale verantwoordelijkheid gemeenschappelijk diende te vervullen en hij riep op tot een verzoenende positie. Hij baseerde zich daarbij op de werken van zijn oom Heinrich Mann, de filosoof Ernst Bloch en de oprichter van de Paneuropese Unie, Richard Coudenhove-Kalergi.
Samen met zijn zus Erika maakte hij van oktober 1927 tot juli 1928 een wereldreis via de Verenigde Staten, Hawaï, Japan, Korea en de Sovjet-Unie. Om meer bekendheid te krijgen presenteerden beiden zich als The Literary Mann Twins, hoewel ze geen tweelingen waren. Om de reis te bekostigen waren de inkomsten uit hun lezingen niet voldoende, waardoor er grote schulden ontstonden. Deze werden door vader Thomas Mann betaald, nadat deze in 1929 de Nobelprijs voor Literatuur had ontvangen.
Nazi-periode

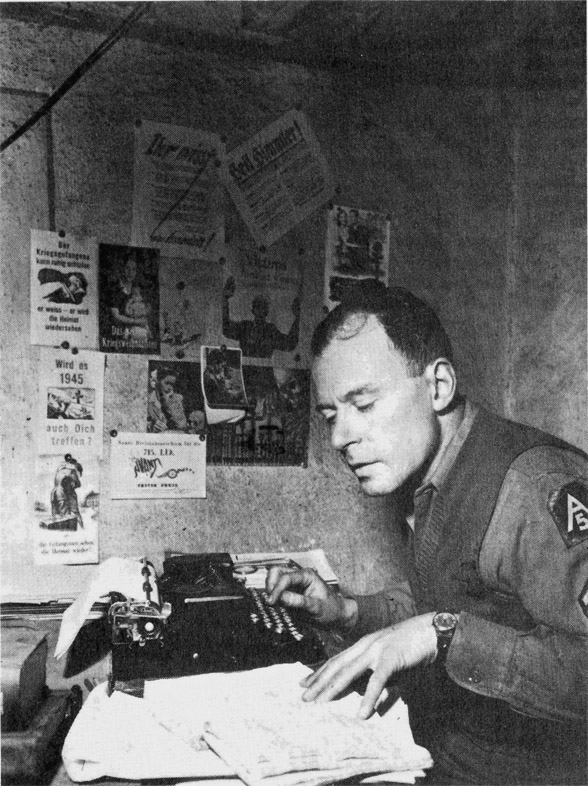
Klaus Mann als sergeant van het Amerikaanse leger in 1944 in Italië. Aan de muur hangen deels door hem opgestelde pamfletten.

Toen de nazi's aan de macht kwamen, vluchtte hij naar het buitenland, aanvankelijk naar Amsterdam. Mann veranderde in een geëngageerd schrijver. Met zijn zus Erika, de actrice Therese Giehse en de muzikant Magnus Henning richtte hij het ensemble Die Pfeffermühle op (een naam die door Thomas Mann bedacht was), dat door Europa toerde met satirisch cabaret dat tegen de nazi's gericht was.
Met geld van de Zwitserse schrijfster Annemarie Schwarzenbach, die met Klaus en Erika Mann nauw bevriend was, richtte hij het antinazistische literair tijdschrift Die Sammlung op. Het werd van 1933 tot 1935 uitgegeven door Querido Verlag, de Duitstalige imprint voor exilliteratuur van Em. Querido's Uitgeverij in Amsterdam. Het diende als podium voor ballingen die in Duitsland niet meer mochten publiceren.
In november 1934 werd hem door het nazi-regime het Duitse staatsburgerschap ontnomen. Dankzij de bevriende president Edvard Beneš kon hij, net als zijn ouders, het Tsjechoslowaakse staatsburgerschap verkrijgen.
In 1936 verscheen zijn roman Mephisto bij Querido, waarin de toneelspeler Hendrik Höfgen (gebaseerd op zijn vroegere vriend en zwager Gustaf Gründgens) zijn ziel aan de nazi's verkoopt in ruil voor een succesvolle carrière. Mann droeg het boek op aan de joodse Therese Giehse.
In 1938 werkte hij (samen met Erika) als correspondent van de Spaanse burgeroorlog. Ondanks zijn pacifisme steunde hij de strijd van derepublikeinen. In dat jaar vluchtte Mann - samen met de rest van de familie Mann - naar de Verenigde Staten en ging in het Engels schrijven. Hij richtte in 1940 opnieuw een tijdschrift voor ballingen op, Decision. A review of free culture, dat een jaar bestaan heeft. In 1942 meldde hij zich aan bij het Amerikaanse leger. Hij wilde als soldaat tegen de nazi's vechten. In 1943 werd hij Amerikaans staatsburger. Hij vocht in Italië aan de zijde van de geallieerden. Zijn biseksuele geaardheid en vermeende sympathie voor de Communistische Partij van de Verenigde Staten waren reden voor de FBI om hem in de gaten te houden, zoals in 1948 bekend werd.
Einde
Na de oorlog had hij moeite zijn plek te vinden. Zijn heroïneverslaving werd een steeds groter probleem. Mann onderging een aantal ontwenningskuren, maar zonder veel succes. Hij kampte met een schrijfblokkade en zag door de toenemende spanningen tussen de VS en de Sovjet-Unie de toekomst somber in.
Na een eerdere poging tot zelfmoord bracht Mann zichzelf op 21 mei 1949 met een overdosis slaapmiddelen om het leven. Hij werd in Cannes begraven. Vader Thomas Mann en moeder Katia waren niet bij de uitvaart aanwezig, omdat ze zich op het tijdstip van Klaus' overlijden in Stockholm bevonden. Het was hun beider besluit om niet naar Cannes te reizen.

## Werk in Nederlandse vertaling

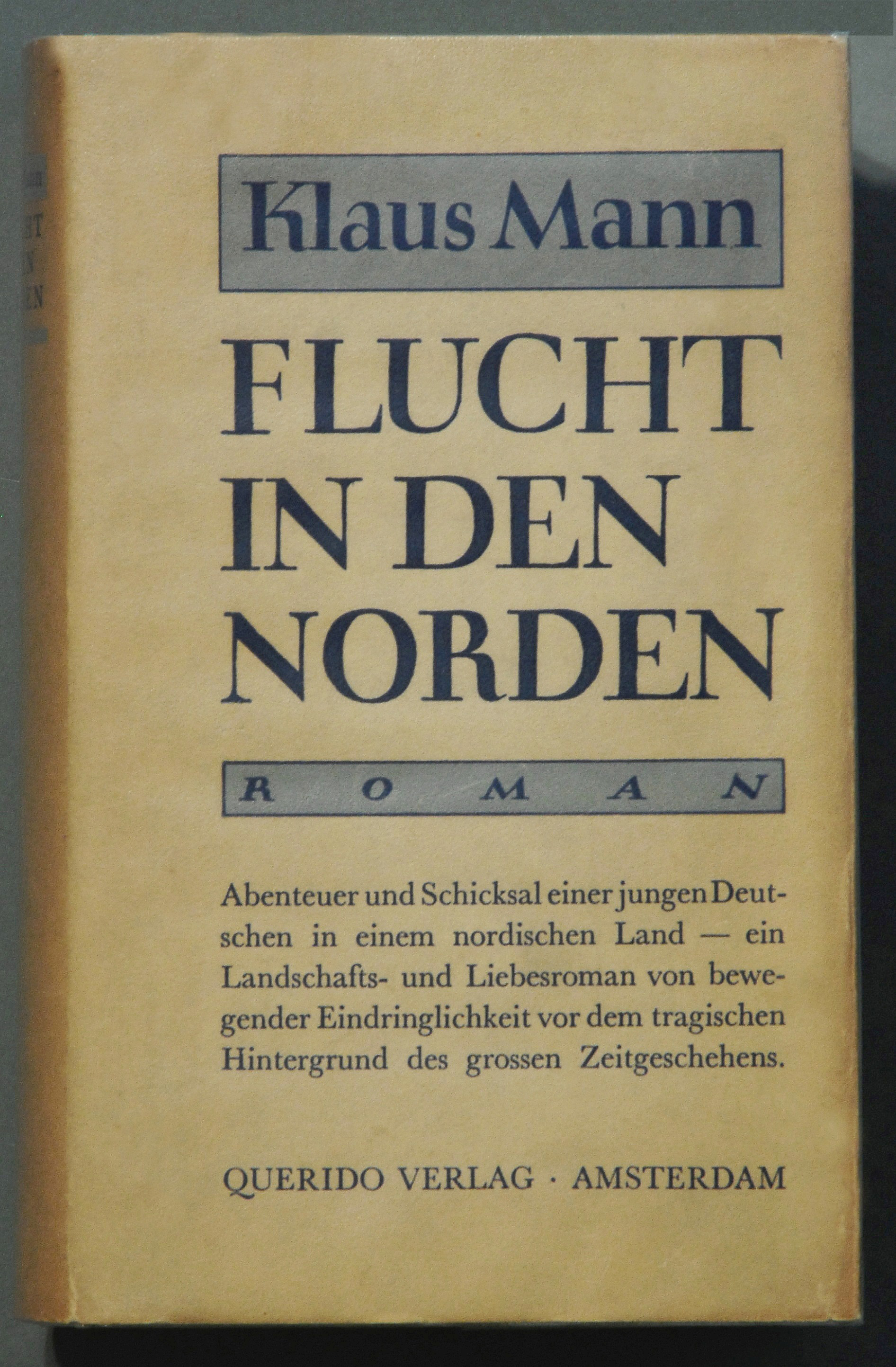
Boekomslag van Flucht in den Norden, 1e druk 1934, verschenen bij Querido's Amsterdamse uitgeverij voor emigrantenliteratuur.

- Klaus Mann: Tsjaikofski. Symphonie Pathétique. Ingel. door Eduard van Beinum ; Ned. vert. door Jan Wormhoudt. Amsterdam, Blitz, 1949. 2e druk: (ook Bussum, Ruys) 1955
- Klaus Mann: Het getraliede venster. Novelle over de dood van Ludwig II, Koning van Beieren. Vert. door Johan de Molenaar. Amsterdam, Wereldbibliotheek, 1963
- Klaus Mann: Mefisto. Portret van een duivels kunstenaar. Vert. door J. Welvaadt-Hoenselaars. Amsterdam, Bruna, 1977. ISBN 90-229-7357-3 Heruitgaven: Wereldvenster 1983, Van Gennep 1986 (ISBN 90-6012-696-3) Uitgeverij Schokland 2021 ISBN 978-90-229735-7-8
- Klaus Mann: Kindernovelle en andere verhalen. Vert. door Hans Hom. Amsterdam, Querido, 1983. ISBN 90-214-7435-2
- Die Sammlung. Een bloemlezing uit het emigranten-maandblad dat van september 1933 tot augustus 1935 onder red. van Klaus Mann bij Querido Verlag is verschenen. Vert. door Gerda Meijerink. Amsterdam, Querido, 1983. ISBN 90-214-7495-6
- Klaus Mann: Anja en Esther. Vert. door Karst Woudstra. Amsterdam, International Theatre Bookshop, 1983. ISBN 90-6403-056-1
- Klaus Mann: Het keerpunt. Een autobiografie. Vert. door Willem van Toorn. Amsterdam, Arbeiderspers, 1985. 5e druk 1999: ISBN 90-295-3013-8
- Klaus Mann: De vrome dans. Vert. door Huub Jans en Maarten van Lenteren. Amsterdam, Arena, 1989. ISBN 90-70464-62-4
- Klaus Mann: Opgejaagd, gedoemd, verloren. Dagboek 1933-1949. Vert. door W. Hansen. Amsterdam, Arbeiderspers, 1996. ISBN 90-295-3031-6
- Klaus Mann: De vulkaan. Roman onder emigranten. Vert. door Ria van Hengel. Amsterdam, Querido, 2018. ISBN 90-214-0878-3